# Rhododendron recurvoides
Rhododendron recurvoides är en ljungväxtart som beskrevs av Tagg och F. K. Ward. Rhododendron recurvoides ingår i släktet rododendron, och familjen ljungväxter. Inga underarter finns listade i Catalogue of Life.